# Thomas Hardie Chalmers
Thomas Hardie Chalmers (New York, 20 ottobre 1884 – Greenwich, 11 giugno 1966) è stato un baritono, attore e regista statunitense.

## Biografia
Nato a New York City da Thomas Hardie e Sophia Amanda Chalmers. Nel 1909 si trova a Firenze, studia canto con Vincenzo Lombardi e debutta come cantante lirico (baritono) a Fossombrone nel ruolo di Marcello nell'opera lirica La bohème nel 1911.
La sua prima apparizione davanti al pubblico statunitense avviene l'anno seguente con l'English Grand Opera Company di Henry Wilson Savage nell'opera pucciniana La fanciulla del West, impersonando il ruolo dello sceriffo Jack Rance. In seguito canta in qualità di baritono principale con la Boston National Opera Company e la Century Opera Company prima di debuttare al Metropolitan nel ruolo del soldato Valentine nell'opera Faust. Fa parte del cast nelle première di Shanewis e Mârouf, e le prime al Metropolitan de La forza del destino e Crispino e la comare.
In seguito a un'operazione alla gola si ritira dal mondo dell'opera e intraprende la carriera da attore teatrale. Le sue comparse in palcoscenico comprendono diverse première di Broadway, tra cui la parte di Landolfo nell'opera pirandelliana Enrico IV nel 1924, dottor Schnitzler nel Richiamo della vita di Arthur Schnitzler, il capitano Adam Brant ne Il lutto si addice ad Elettra di Eugene Gladstone O'Neill (1931), Ben Loman in Morte di un commesso viaggiatore di Arthur Miller (1949) e Richard Bravo ne Il seme cattivo di Maxwell Anderson (1954).
Uno dei primi ruoli cinematografici lo ricopre nel film Puritan Passions di Frank Tuttle, basato sul romanzo di Percy MacKaye The Scarecrow. L'ultima apparizione avviene nel film L'oltraggio (1964).
Chalmers inoltre produsse e diresse vari cortometraggi tra i quali The Sex Life of the Polyp e The Treasurer's Report, entrambi del 1928. Si prodigò oltretutto come narratore per i film The Plow That Broke the Plains e The River.

## Vita privata
Si sposa a Londra nel 1913 con Vilma Fiorelli, originaria di Firenze.
Muore ottantunenne nel giugno 1966 in una casa di cura di Greenwich, nel Connecticut.

## Filmografia parziale

### Attore

Thomas Chalmers in una scena di Giulietta e Romanoff

- Puritan Passions, regia di Frank Tuttle (1923)
- Blind Alleys, regia di Frank Tuttle (1927)
- Tutto può accadere, regia di George Seaton (1952)
- Danger, regia di Sheldon Reynolds (1952)
- Studio One, regia di Tony Barr e Norman Felton (1952)
- American Frontier, regia di Willard Van Dyke (1953)
- Mister Peepers, regia di David Swift (1953)
- The Further Adventures of Ellery Queen – serie TV, episodio 1x28 (1959)
- Giulietta e Romanoff, regia di Peter Ustinov (1961)
- The Farmer's Daughter, regia di Fielder Cook (1962)
- La parola alla difesa, regia di Reginald Rose (1961)
- Al di là della vita, regia di Alex Segal (1963)
- L'oltraggio, regia di Martin Ritt (1964)

### Regista
- The Treasurer's Report (1928)
- The Sex Life of the Polyp (1928)
- The Spellbinder (1928)